# 金沢市立十一屋小学校
金沢市立十一屋小学校（かなざわしりつ じゅういちやしょうがっこう、英語: Kanazawa Municipal Juichiya Elementary School）は石川県金沢市十一屋町に所在する公立小学校。
かつて校名は、所在地の町名と同じ十一屋町小学校であったが、1959年（昭和34年）に現在の校名へ変更された。

## 沿革
《主要な出典：》
- 1876年（明治09年）11月[1][5] - 在明小学校創立。所在地は石川郡富樫郷長坂新村（のちの長坂町）[6]。
- 1887年（明治20年）4月1日 - 簡易科長坂新小学校と改称[7]。
- 1889年（明治22年）4月1日 - 町村制の施行により、長坂新村、十一屋村などの区域をもって、野村が発足。
- 1894年（明治27年）10月1日 - 野南尋常小学校および野北尋常小学校となる[7]。
- 1908年（明治41年）10月1日 - 南北の両校を統合して、野尋常小学校を設立[7]。
- 1925年（大正14年）[注釈 1]4月1日 - 石川郡野村の金沢市編入に伴い、金沢市十一屋町尋常小学校と改称。
- 1933年（昭和08年）7月1日 - 新校舎落成（木造校舎）。
- 1941年（昭和16年）4月1日 - 国民学校令施行に伴い、金沢市十一屋町国民学校と改称。
- 1947年（昭和22年）4月1日 - 学制改革により、金沢市立十一屋町小学校と改称。当時の所在地表記：金沢市十一屋町カ60番地[8]。
- 1954年（昭和29年）
  - 1月1日 - 児童数急増[注釈 2]のため、金沢市立十一屋町小学校泉野分校を設置[10]。
  - 1月25日 - 校歌「若竹の歌」制定（作詞：藤田清正、作曲：今井松雄）。
- 1958年（昭和33年）9月15日 - 平和町での肢体不自由児施設「石川整肢学園」開設に伴い、同園内に特殊学級を設置（金沢市立野田中学校との開設）[11]。
- 1959年（昭和34年）[注釈 3]4月1日 - 金沢市立十一屋小学校と改称[12][13]。金沢市立泉野小学校が当校から分離して独立し、十一屋町小学校泉野分校を廃止。
- 1963年（昭和38年）6月1日[14] - 住居表示実施による町名変更で（新）十一屋町が成立し、所在地の表記が金沢市十一屋町3番45号（現行）となる。
- 1966年（昭和41年）11月8日 - 創立90周年記念式典を挙行[15]。
- 1975年（昭和50年）12月3日 - 校舎改築落成式を挙行。6年がかりの建設で、工費は5億7820万円[16]。
- 1981年（昭和56年）4月1日 - 金沢市立長坂台小学校（wikidata）新設により、十一屋小学校の通学区域から野田町、長坂町、長坂台、平和町1丁目、同3丁目を長坂台小学校の通学区域に変更。
- 1982年（昭和57年）1月1日 - 金沢市立十一屋小学校平栗分校を廃止。
- 1997年（平成09年）11月1日 - 正門・前庭（十一屋スクエアー）完成。
- 2016年（平成28年）11月12日 - 創立140周年記念音楽集会を開催[17]。

## 学区
笠舞町（ナの部に限る）、若草町（4番～28番に限る）、清川町（10番23号～10番30号に限る）、法島町、十一屋町（1番～10番、11番7号～11番20号、12番6号～12番26号、13番～16番に限る）、平和町2丁目、大桑町（イ、ロ甲、ロ乙、ハ、ム、ヰ、ノ、ク、ヤ、マ、上西欠、下西欠、平、中尾山、中平、中の大平、上猫下、猫下、開、和、御所谷に限る）、つつじが丘、野田町（中平ムに限る）、西大桑町、平栗